# Nouvelle chronologie
La nouvelle chronologie, ou récentisme, est le nom d'une théorie pseudo-scientifique portant sur le déroulement chronologique de l'histoire humaine. Créée par le mathématicien russe Anatoli Fomenko dans les années 1980, elle est considérée par le monde universitaire comme relevant de la pseudohistoire, du négationnisme, voire d'une imposture. Selon ses adeptes, il s'agit d'une critique de la chronologie « officielle ».

## Thèse
Développée dans le contexte de la Guerre Froide, la thèse récentiste postule que la chronologie historique est incorrecte et en donne pour preuve des faits liés aux mathématiques et à l'astronomie, ainsi qu'une analyse statistique des sources historiques, complétée par l'étude des noms de lieux dans différentes langues.
Pour le mathématicien russe à l'origine de cette thèse, Anatoli Fomenko, la chronologie historique classique initiée par Joseph Juste Scaliger doit être remise en cause car la période de l'antiquité n'est qu'une invention des Jésuites au XVIIe et au XVIIIe siècle. Pour lui, la plupart des sources des historiens du XVIIe siècle à nos jours sont erronées. Trop peu de textes, choix arbitraires d'événements historiques (par exemple, les croisades et la Guerre de Troie), confusion de deux évènements différents, comme des guerres, des épidémies, le passage d'une comète, en invoquant la multiplicité des auteurs et des déformations induites par les traductions (comme les toponymes). Le résultat est une vision étendue de l'Histoire humaine sur plusieurs millénaires et une falsification volontaire de l'Histoire, avec comme corollaire la négation de l'existence de toutes les personnes réputées être nées dans la période.
Rencontrant des adeptes, majoritairement dans le monde occidental, la thèse connait diverses modifications depuis sa première apparition. Celles d'Uwe Topper se basent sur le passage du calendrier julien au calendrier grégorien en 1582, celles de François de Sarre complètent et précisent son propos par une étude du passage des comètes.

## Réfutation
Elle est rejetée par la communauté des historiens, des religieux, des mathématiciens, des linguistes et des astronomes, considérée comme relevant des pseudo-théories. Le 21 décembre 1999, une table ronde menée au département d'histoire de l'université de Moscou en a produit la première analyse critique détaillée,, relayée par l'Académie des sciences de Russie. L'un des participants, l'archéologue Valentin Yanine, compare le travail d'Anatoli Fomenko aux tours de passe-passe de l'illusionniste David Copperfield tandis que le philologue Andreï Anatolyevitch Zaliznyak a déclaré que « les bévues linguistiques de Fomenko étaient, en mathématiques, du niveau « d'erreurs dans les tables de multiplication » ».
Dans son ouvrage sur les mythologies modernes, Jean-Loïc Le Quellec note que pour remettre en question les histoires anciennes de Grèce, Rome, Égypte, Chine, Fomenko utilise « des réécritures tardives, effectuées à la Renaissance à partir du récit d’événements survenus en réalité au Moyen Âge », en dépit des apports de la paléographie, la codicologie, la papyrologie, ainsi que d'autres disciplines historiques sur lesquels les historiens appuient leurs travaux.

## Diffusion
Avec la chute du bloc soviétique dans les années 1990, « la nouvelle chronologie » a acquis une certaine popularité en Russie et dans le reste de l'Europe, étudiée et enrichie par des personnes se qualifiant de « chercheurs indépendants » se basant sur des hypothèses du XIXe siècle qui n'ont plus cours. Leurs conclusions se contredisent entre elles ou avec celles du groupe d’Anatoli Fomenko[réf. souhaitée].

### Allemagne
Dès 1985, le professeur Gunnar Heinsohn de l'Université de Brême introduit ses idées de nouvelle chronologie dans le monde anglo-saxon, basée sur les thèses d'Immanuel Velikovsky dans le journal Kronos.
L'un des chefs de file de cette thèse est Uwe Topper (rédacteur de la revue allemande L’Histoire et la chronologie),

### France
François de Sarre relaie ces thèses en France, où il introduit le terme de « récentisme »[réf. souhaitée]. Dès 2005, il diffuse sur Internet sa « nouvelle chronologie » et la publie en 2013 sous forme de livre. À sa suite, diverses personnalités des cercles complotistes, conspirationnistes et confusionnistes les relaient, comme Pierre Dortiguier,, Roch Saüquere dans son magazine Top Secret, Laurent Guyénot ou même Alain Soral.

### Grande-Bretagne
David Rohl est l'auteur d'une nouvelle chronologie de l'Égypte ancienne, distincte de celle de Fomenko.

### Russie
L'un des tenants de cette thèse en Russie est l'homme politique et champion d'échecs Garry Kasparov.

## Sources
- (fr + de) Mischa Gabowitsch, Fomenko et la nouvelle chronologie, Paris, 2009.